# Z35型駆逐艦
Z35型駆逐艦（1936B型駆逐艦、Zerstörer 1936B）はナチス・ドイツ海軍（Kriegsmarine）が建造した駆逐艦である。

## 概要
ナチス・ドイツ海軍は、Z計画に基づいて建造される予定であった1938B型駆逐艦の建造が第二次世界大戦の勃発によって中止に追い込まれたため、急きょ現用の1936A型(Z23型)駆逐艦の増産で対応せざるを得なくなった。
1936A型駆逐艦及び1936A(Mob)型駆逐艦は艦の前部に150mm単装砲塔もしくは2連装砲塔を1基、後部には150mm単装砲塔を3基搭載していたが、これは艦全体の安定性を損ない凌波性の悪化を招いた。このため1936B型では安定性向上のために150mm砲塔を全て廃止し、代わりに1936型(Z17型)駆逐艦まで搭載していた127mm単装砲塔を艦前部に2基、後部3基搭載させた。
それ以外の船体構造や兵装は基本的に1936A型駆逐艦と同一であるが、機雷搭載数が16発増えて76発となっている他、対空兵装も大幅に増強されている。

## 同型艦
Z35型駆逐艦は、5隻ともDeschimagのブレーメン造船所で建造された。5隻が進水までこぎつけていたが、Z44とZ45は進水が1944年と遅かったため、戦局の悪化による艤装の遅れもあり就役することなく敗戦を迎え、戦後はスクラップとされた。
建造された3隻も、うち2隻が同じ日に自軍の機雷原で触雷し沈没する始末で、残る1隻もドイツ敗戦に伴い自沈した。
| 艦名 | 起工           | 進水           | 就役           | 備考                                                                                                   |
| ---- | -------------- | -------------- | -------------- | --- |
| Z35  | 1941年 6月6日  | 1942年 10月2日 | 1943年 9月22日 | 1944年12月12日 フィンランド湾のエストニア沖合での機雷敷設任務中、自軍の機雷に触雷沈没。                |
| Z36  | 1941年 9月15日 | 1943年 5月15日 | 1944年 2月19日 | 1944年12月12日 Z35と同様の経緯で沈没。航法ミスで以前に敷設した自軍の機雷原に侵入したのが原因とされる。 |
| Z43  | 1942年 5月1日  | 1943年 9月22日 | 1944年 3月24日 | 1945年5月3日、自沈。                                                                                   |
| Z44  | 1942年 8月1日  | 1944年 1月20日 | 就役せず       | 1948年から1949年にかけて解体                                                                           |
| Z45  | 1943年 9月1日  | 進水せず       | 就役せず       | 1946年、造船所にて解体。                                                                               |

1936B型駆逐艦は、ナチス・ドイツ海軍が就役させ実戦投入できた駆逐艦としては最後の型である。